# Оскар Голд
Оскар Голд (англ. Oscar Hold) (19 жовтня 1918 – 11 жовтня 2005) — колишній англійський футболіст і тренер. Народився в Карлтоні, поблизу Лідса, Англія. Голд грав за ФК «Евертон» і ФК «Норвіч-Сіті»  Він став менеджером «Донкастер Роверс» у 1962 році, замінивши Денні Маллоя, а також керував чемпіоном Туреччини «Фенербахче» (1964–65), , з яким він виграв турецький чемпіонат Титул ліги та Кубок Ататюрка. 
Потім він тренував саудівський клуб «Аль-Ахлі» в Джидді та виграв чотири титули, у тому числі тричі титул чемпіона з двома різними назвами (Загальна ліга Шилд, Ліга Королівського Кубка) у 1968, 1970 та 1971 роках і Кубок наслідного принца Саудівської Аравії в 1970 році. У 1983–84 роках очолював «Аполлон Лімасол». 
Оскар Голд помер у сандерлендському старечому домі від раку сечового міхура в 2005 році. 